# Pieter de Savornin Lohman
Jhr. Johan Pieter de Savornin Lohman ('s-Gravenhage, 27 februari 1948) was Nederlands ambtenaar en is sinds 11 mei 2015 voorzitter van de Hoge Raad van Adel.

## Biografie
Lohman is lid van de familie Lohman en een zoon van luitenant-generaal jhr. Witius Henrik de Savornin Lohman (1917-2004) en diens tweede echtgenote jkvr. Reinoudina Christina de Beaufort (1923-2008), lid van de familie De Beaufort. Hij is tweemaal getrouwd en heeft uit zijn tweede huwelijk twee dochters.
Lohman trad na zijn rechtenstudie in overheidsdienst en was vanaf 1980 in dienst van het ministerie van Buitenlandse Zaken. Hij was van 1994 tot 2000 gedetacheerd als plaatsvervangend directeur bij het Kabinet der Koningin. Van 2000 tot 2007 was hij directeur kabinet en protocol bij Buitenlandse Zaken waarna hij werd benoemd tot permanent vertegenwoordiger van Nederland bij de Organisatie voor het Verbod op Chemische Wapens, zijn laatste ambtelijke functie.
Lohman was vanaf 2004 coadjutor van de Johanniter Orde in Nederland en vierde in die functie het 100-jarig bestaan van de orde. Hij was tot 10 mei 2015 voorzitter van de Nederlandse Adelsvereniging en voorzitter van het Fonds Nederlandse Adel. Bij de heroprichting van de Ridderschap der Provincie Groningen op 22 september 2012 werd hij de eerste president ervan. In 2013 werd hij benoemd tot Ridder in de Orde van Oranje-Nassau.
Per 11 mei 2015 werd hij benoemd tot voorzitter van de Hoge Raad van Adel als opvolger van Coen Schimmelpenninck van der Oije die na bijna 25 jaar voorzitterschap terugtrad.